# 拉索拉島

拉索拉島（西班牙語：Isla La Sola）是委內瑞拉的島嶼，位於首都卡拉卡斯東北370公里的加勒比海東南部，屬於背風安的列斯群島一部分，由聯邦屬地負責管轄，面積0.01平方公里，最高點海拔高度8.5米，島上無人居住。

## 外部連結
- About La Sola Island （页面存档备份，存于）
- Map of the Dependencias Federales with location of  La Sola Island

11°18′00″N 63°34′00″W / 11.30000°N 63.56667°W